# Déclaration d'interdépendance
Cet article possède un paronyme, voir Déclaration d'indépendance.
La déclaration d'interdépendance est un ensemble de six principes de gestion, initialement prévu pour le développement logiciel agile, et applicable à d'autres situations de gestion.

## Origines
Après le Manifeste pour le développement agile de logiciels, écrit en 2001, David Anderson, Sanjiv Augustin, Christopher Avery, Alistair Cockburn, Mike Cohn, Doug DeCarlo, Donna Fitzgerald, Jim Highsmith, Ole Jepsen, Lowell Lindstrom, Todd Peu, Kent McDonald, Pollyanna Pixton, Preston Smith et Robert Wysocki ont observé que les principes agiles pourraient être applicables pour atteindre un état d'esprit « agile » de gestion de projets y compris en dehors de l'informatique. En 2005, ils ont publié la « Déclaration d'interdépendance », :

## Principes
La déclaration est un ensemble de six principes qui mettent en évidence les approches en matière de leadership plus applicable aux méthodes de travail agiles. Chacun des principes de la déclaration est structuré comme une combinaison de deux clauses : le premier alinéa déclare un résultat souhaité, tandis que le second montre comment atteindre ce résultat, :
1. Nous augmentons le retour sur investissement en nous concentrant sur le flux continu de valeur.
2. Nous fournissons des résultats fiables en engageant les clients dans des interactions fréquentes et une propriété partagée.
3. Nous nous attendons à de l’incertitude et la gérons par itérations, anticipations et adaptations.
4. Nous libérons la créativité et l'innovation en reconnaissant que les individus sont la source ultime de valeur et en créant un environnement dans lequel ils peuvent faire la différence.
5. Nous stimulons les performances grâce à la responsabilité du groupe envers les résultats et à la responsabilité partagée de l'efficacité des équipes.
6. Nous améliorons l'efficacité et la fiabilité grâce à des stratégies, processus et pratiques spécifiques à chaque situation.